# Concile de Tours (567)
Pour les articles homonymes, voir Concile de Tours.
Le second concile de Tours est ouvert le 17 novembre 567. Il précise que tout ecclésiastique trouvé dans son lit avec une femme sera excommunié pendant un an et réduit à l’état laïc (nicolaïsme) et donne aux évêques le droit d’excommunier les juges oppresseurs qui n’ont pas obtempéré aux réprimandes épiscopales. Les évêques rédigent une lettre pastorale introduisant la perception de la dîme considérée alors comme une aumône.

## Représentants
Ce synode fut présidé par l'évêque de Tours Euphrône.
L'assemblée était formée des évêques des provinces de Tours, de Rouen et de Sens, parmi lesquels on comptait deux personnalités distinguées, les évêques de Paris et de Rouen : Germain et Prétextat. Mais les représentants de Bordeaux étaient absents en raison d'une difficulté politique. En effet, il restait un grave contentieux entre le roi de Paris et les clercs d'Aquitaine : Caribert Ier avait refusé au métropolite de Bordeaux la nomination d'Héraclius, un de ses prêtres, en remplacement au synode de Saintes d'Emerius, choisi par le feu roi Clotaire Ier, et il avait même condamné Héraclius à l'exil.

## Ses canons
Ce concile suivit celui de Paris tenu vers 561. Durant le synode, les 28 canons plus importants que les précédents furent adoptés. Cependant, concernant les quatre derniers, les canons XXV à XXVIII, il s'agissait des renouvellements de ceux du concile de Paris, mais renforcés.
Le premier objectif de celui-ci était rétablir solidement la cohésion du clergé derrière le métropolitain. Dans cette optique, les synodes annuels, auquel même un ordre royal ne pouvait pas dispenser d'assister, étaient prévus (canon I). Une autre décision politique fut choisie afin d'éviter des désordres : sans que les opposants politiques ne demeurent aux portes du royaume, l'approbation du métropolitain était dorénavant obligatoire pour nommer un évêque en Armorique (canon IX).
D'autres canons se consacraient principalement à l'amélioration de la liturgie ainsi qu'aux rapports entre les clercs, les moines et les femmes, notamment aux mariages incestueux.
Au regard des confirmations du synode de Paris, les assissins des pauvres furent, par exemple, excommuniés selon le canon XXVIII, comme les ecclésiastiques simoniaques. Donc, avec le concile de Tours, l'autorité précisa et ordonna clairement plusieurs cas d'excommunications.
Ainsi le synode confirma-t-il également l'excommunication de Caribert Ier, exécutée par l'évêque de Paris saint Germain, d'après le canon XXV. En effet, le souverain s'était marié avec l'une des sœurs de ses précédentes épouses. Ce canon citait symboliquement le Bible Segond 1910/Livre des Psaumes 109.

## Dans le domaine liturgique
Le synode se distinguait également dans le domaine liturgique. Non seulement il y confirma formellement l'usage des hymnes ambrosiens mais aussi recommandait les hymnes composés par d'autres auteurs catholiques. Désormais, les hymnes occupaient une place importante dans la liturgie, tels les psaumes,.